# Молчанов, Андрей Юрьевич
Андре́й Ю́рьевич Молча́нов (род. 24 сентября 1971, Ленинград) — российский предприниматель, основатель и мажоритарный акционер ПАО «Группа ЛСР». Доктор экономических наук. Почётный строитель России. Почётный гражданин Ленинградской области. Российский государственный и политический деятель (с 2008 по 2013 год).

## Биография
Андрей Морозов родился 24 сентября 1971 года в городе Ленинграде, ныне город Санкт-Петербург. После развода родителей остался с матерью Натальей. В 1982 году она вышла замуж за сотрудника НИИФ Ленинградского госуниверситета Юрия Вячеславовича Молчанова В 16 лет взял фамилию Молчанов.
В 1993 году окончил экономический факультет Санкт-Петербургского государственного университета.

### Начало карьеры
В 1993 году занялся бизнесом в Санкт-Петербурге. Было приобретено ОАО «Стройдеталь», которое включало в себя заводы по производству столярной продукции, бетона, железобетонных изделий и металлоконструкций. Генеральным директором стал Михаил Романов, дядя Андрея Молчанова.
Весной 1994 года 22-летний Молчанов баллотировался в депутаты законодательного собрания Санкт-Петербурга, шёл от политического движения «Выбор России» (основатель — Егор Тимурович Гайдар). Первые выборы проводились в два тура по мажоритарной системе — избирались 50 депутатов по округам. Молчанов вышел во второй тур, где проиграл Александру Прохоренко.
В 1994 году основано ОАО «Строительная корпорация „Возрождение Санкт-Петербурга“». Компания выполняла реконструкцию и реставрацию зданий.
В 1996 году была приобретена строительная компания ОАО «Ленстройреконструкция», которая и дала название группе компаний — ЛСР. В 1997—1998 годах приобретено кирпичное предприятие — ОАО «Ленстройкерамика» и предприятие по добыче карьерного и морского песка — ОАО «Рудас».
В 1998 году Молчанов окончил Российскую академию государственной службы по специальности «Государственное и муниципальное управление».
В 1999 году с приобретением ЗАО НПО «Керамика» «Группа ЛСР» стала крупнейшим производителем кирпича в Санкт-Петербурге и Ленинградской области.
В сентябре 2000 года в Санкт-Петербурге было создано региональное политическое общественное движение «Воля Петербурга». Молчанов был одним из его учредителей и также стал членом политсовета движения. Председателем политсовета стал Сергей Миронов.
В 2001 году защитил кандидатскую диссертацию об оргструктуре инновационных предприятий. В этом же году принял решение о выходе на рынок девелопмента в Москве, в связи с чем основал ЗАО «Мосстройреконструкция».
В 2003 году в Санкт-Петербургском государственном университете экономики и финансов защитил диссертацию тему «Экономико-организационное обеспечение управления качеством в строительном комплексе». Присвоена учёная степень доктор экономических наук. Принял решение о выходе на рынок механизированных услуг: в этих целях приобрёл компанию по эксплуатации башенных кранов ЗАО «УМ-260».

### Группа ЛСР
В 2013 году «Группа ЛСР» стала крупнейшим производителем кирпича в России — в состав холдинга вошел «Рябовский кирпичный завод». 5 апреля 2013 года Молчанова выбрали председателем совета директоров ПАО «Группа ЛСР», после чего он написал заявление об уходе из Совета Федерации.
С апреля 2013 года по апрель 2015 года занимал пост председателя Совета директоров ПАО «Группа ЛСР».
С 18 мая 2015 года занимает пост генерального директора ПАО «Группа ЛСР» и ООО «ЛСР».
21 марта 2016 года избран президентом ассоциации «Национальное объединение строителей» на XI Всероссийском съезде саморегулируемых организаций в строительстве.
В 2017 году признан топ-менеджером года по версии газеты «Деловой Петербург».
В 2018 году Андрей Молчанов получил звание почетного гражданина Ленинградской области. В мае 2018 года совет директоров Группы ЛСР переизбрал Молчанова генеральным директором на следующие три года.
В 2019 году одержал победу в рейтинге лучших топ-менеджеров по версии издания «Деловой Петербург» в номинации «Жилое строительство».

## Политическая деятельность

### Помощник министра
В апреле 2007 года назначен помощником министра здравоохранения и социального развития Российской Федерации Михаила Зурабова и отошёл от оперативного руководства ЛСР. В сентябре 2007 года Зурабов ушёл в отставку, оставил должность и Андрей Молчанов.
Занимал должность советника ООО «ЛСР. Управляющая компания».

### Совет Федерации
23 января 2008 года губернатор Ленинградской области Валерий Сердюков предложил депутатам областного заксобрания кандидатуру 36-летнего Андрея Молчанова в качестве представителя правительства Ленинградской области в Совете Федерации. Выступая перед депутатами Молчанов подчеркнул, что родился в Зеленогорске, который в 1971 году относился к Ленинградской области, а к 2008 году прописан в деревне Пидьма Подпорожского района. «За» Молчанова проголосовали 44 депутата.
В Совете Федерации занял должность заместителя главы комитета по делам СНГ, главой комитета был Вадим Густов. 16 декабря 2009 года избран председателем комитета Совета Федерации по делам СНГ. В 2009—2011 годы — председатель комитета Совета Федерации по делам СНГ.
Осенью 2011 года Молчанов включён в состав списка партии «Единая Россия» на выборах Законодательное собрание Ленинградской области пятого созыва, запланированных на 4 декабря 2011 года. Баллотировался в общей части списка, был четвёртым после Валерия Сердюкова, Александра Худилайнена, Людмилы Тептиной. По итогам состоявшихся 4 декабря 2011 года выборов получил мандат депутата. 15 декабря 2011 года на первом заседании депутатов избран в Совет Федерации представителем заксобрания Ленинградской области на пятилетний срок.
В декабре 2011 года избран председателем комитета Совета Федерации по экономической политике. В апреле 2013 года досрочно покинул Совет Федерации.

## Награды и звания
- Медаль ордена «За заслуги перед Отечеством» I степени (11 ноября 2019 года) — за достигнутые трудовые успехи, активную общественную деятельность и многолетнюю добросовестную работу[32]
- Медаль ордена «За заслуги перед Отечеством» II степени (16 октября 2012 года) — за большой вклад в развитие российского парламентаризма и активную законотворческую деятельность[33]
- Медаль «В память 300-летия Санкт-Петербурга»
- Почётный гражданин Ленинградской области, 2018 год[34]
- Медаль «МПА СНГ. 25 лет» (27 марта 2017 года, Межпарламентская ассамблея СНГ) — за заслуги в деле развития и укрепления парламентаризма, за вклад в развитие и совершенствование правовых основ функционирования Содружества Независимых Государств, укрепление международных связей и межпарламентского сотрудничества[35]

## Благотворительная деятельность
В 2022 году выделил 2,5 млн долларов на реставрацию дома архитектора Константина Мельникова в Кривоарбатском переулке. Является лауреатом 25-й премии «Золотой пеликан» в номинации: «За возрождение традиций меценатства и поддержку искусства».
Финансирует обучение музыкально одаренных детей Ленинградской области.

## Собственность и доходы
В 2012 году занял 57-е место в списке 200 богатейших бизнесменов России (по версии журнала Forbes) с состоянием 1,7 млрд долларов. В 2017 году занимал 73-е место среди богатейших бизнесменов России с состоянием 1,3 миллиарда долларов.
По информации газеты «Ведомости», в Италии Молчанову принадлежит два домовладения общей площадью 899 м² и земельные участки площадью 5,2 тыс. м².

## Санкции
23 февраля 2024 года Андрей Молчанов был включён в санкционный список Канады против «ключевых элементов прямой и косвенной поддержки полномасштабного вторжения России в Украину». Ранее, 19 октября 2022 года, Молчанов был включён в санкционный список Украины «за материальную или финансовую поддержку действий, которые подрывают или угрожают территориальной целостности, суверенитету и независимости Украины».

## Семья
Жена — Елизавета Молчанова. Занимается благотворительностью. Является учредителем фонда «Доброториум».
Воспитывает шестерых детей.